# Johan Peter Trøite
Johan Peter Trøite (né le 22 mars 1880 à Hegra, décédé le 14 mars 1977) est un agriculteur et homme politique norvégien. Il est maire d'Hegra de 1937 à 1941 et en 1945. Élu au Parlement norvégien pour le Nord-Trøndelag de 1937 à 1945.

## Biographie
Il est né en 1880 à Hegra dans le Stjørdalen, il est le fils du fermier Nils Pedersen Egret (1836-1911) et de Randi Rollaugsdatter Bjørnsgaard (1844-1922). Il est étudiant à l'école supérieure de Kuløy de 1895 à 1896. Ayant obtenu une bourse d'études, il étudie à l'Université norvégienne pour les sciences de la vie en 1912. Il reprend la ferme familiale en 1908, et, grâce à la bonification des terres et l'achat de forêts, celle-ci s'agrandit considérablement. Trøite est élu à un certain nombre de postes dans les secteurs forestier et la production d'électricité, notamment en tant que président et directeur de l'exploitation des centrales électriques d'Hegre de 1913 à 1924.

## Carrière politique
Trøite est membre du conseil municipal de Hegra de 1913 à 1945. Il est adjoint au maire, puis maire à partir de 1937. En 1941, il est destitué par le Conseil de l'occupation, et remplacé par un homme du Nasjonal Samling : Gunnar Borset.
Après la guerre, il est réintégré au conseil municipal pendant un an mais n'est pas réélu par la suite. Trøite est suppléant au Storting de 1934-1936 puis député de 1937 à 1945. En tant que membre du Parlement, il est membre de la commission pour l'agriculture.